# Letis maculicollis
Letis maculicollis är en fjärilsart som beskrevs av Walker 1858. Letis maculicollis ingår i släktet Letis och familjen nattflyn. Inga underarter finns listade i Catalogue of Life.